# Ar Brezhoneg er Skol
Ar Brezhoneg er Skol est une ancienne association militant pour l'enseignement du breton à l'école.

## Origine
Yann Fouéré en est le fondateur et le dirige de 1934 à 1945. En 1934, 346 communes bretonnes adoptent le vœu de Ar Brezhoneg er Skol proposé par Yann Fouéré, en faveur de l'enseignement du breton.

## Association
Cette association se veut d'une neutralité totale, ni de gauche, ni de droite, ni cléricale, ni anticléricale, mais visant l'ouverture des écoles laïques au breton pour la simple raison qu'ils pensaient que les écoles et collèges catholiques suivraient automatiquement ; elle tient ses assemblées générales en même temps que celles du Gorsedd de Bretagne.

## Sao Breiz
Plusieurs membres de cette organisation participent dès 1940, pour certains, à l'association Sao Breiz, regroupant les Bretons de la France libre, et aux groupes de résistants locaux. Ainsi, Maxime de Cadenet élabora avec quelques camarades, un projet de statut accordant un certain nombre de libertés politiques à la Bretagne au moment de la signature de la paix, qui fut présenté au général de Gaulle. Selon Yann Fouéré, ce plan aurait été assez proche, en esprit, de celui que le comité consultatif de Bretagne se proposait de soumettre en 1943 au maréchal Pétain. Ces deux plans furent sans suite.

## Publications
- Ar Brezoneg er skol. Enseigner le breton, Exigence bretonne, Rennes, 1938